# Buckingham Palace
Buckingham Palace, situato nella Città di Westminster a Londra, è la residenza ufficiale del sovrano del Regno Unito, attualmente Carlo III. L'espressione "Buckingham Palace" o semplicemente "The Palace" è diventata comune per esprimere tutto ciò che riguarda gli ambienti della corte e della famiglia reale.
Oltre a essere la residenza ufficiale del re, è il luogo in cui si svolgono numerose cerimonie pubbliche (dai ricevimenti dei reali alle visite dei vari capi di Stato) ed è anche una notevole attrazione turistica (famoso in tutto il mondo è il cambio della guardia). Da un punto di vista più profondo, ha sempre rappresentato un punto di riferimento per i sudditi, nei momenti gioiosi e tristi della storia del Regno Unito. Il palazzo si estende su una superficie di 77000 m².

## Storia

### Le origini
Nel Medioevo il sito del futuro palazzo costituiva parte del maniero di Ebury (detto anche Eia). Il terreno era per lo più paludoso a causa della vicinanza del corso del ruscello Tyburn, che ancora oggi scorre sotto il cortile e l'ala sud della costruzione. Dove il fiumiciattolo era comodamente guadabile (a Cow Ford), sorse il villaggio di Eye Cross. La proprietà di queste terre cambiò più volte, passando a Edoardo il Confessore e a Edith del Wessex sul finire dell'epoca sassone, e, dopo la conquista normanna, a Guglielmo il Conquistatore. Quest'ultimo assegnò queste terre a Geoffrey de Mandeville, il quale a sua volta le concesse ai monaci dell'abbazia di Westminster.
Nel 1531 Enrico VIII acquisì la costruzione dell'Ospedale di San Giacomo, che trasformò nell'attuale St James's Palace, e nel 1536 ottenne anche il maniero di Ebury dal patrimonio dell'abbazia di Westminster. Questo trasferimento fece tornare il sito di Buckingham Palace nelle mani reali per la prima volta dall'epoca di Guglielmo il Conquistatore cinquecento anni prima. All'epoca, l'antico villaggio di Eye Cross era ormai entrato in decadenza e l'area era perlopiù abbandonata. Alla ricerca di denaro, Giacomo I d'Inghilterra vendette parte dei beni della Corona, ma mantenne per sé parte del sito sul quale stabilì un giardino di 4 acri (circa 16000 m²) per coltivarvi gelsi utili all'allevamento di bachi da seta (il lato nordovest dell'attuale palazzo). Clement Walker, nel suo Anarchia Anglicana (1649), riferisce anche come accanto al giardino sorgessero varie strutture accessorie allo scopo.

### Il primo edificio

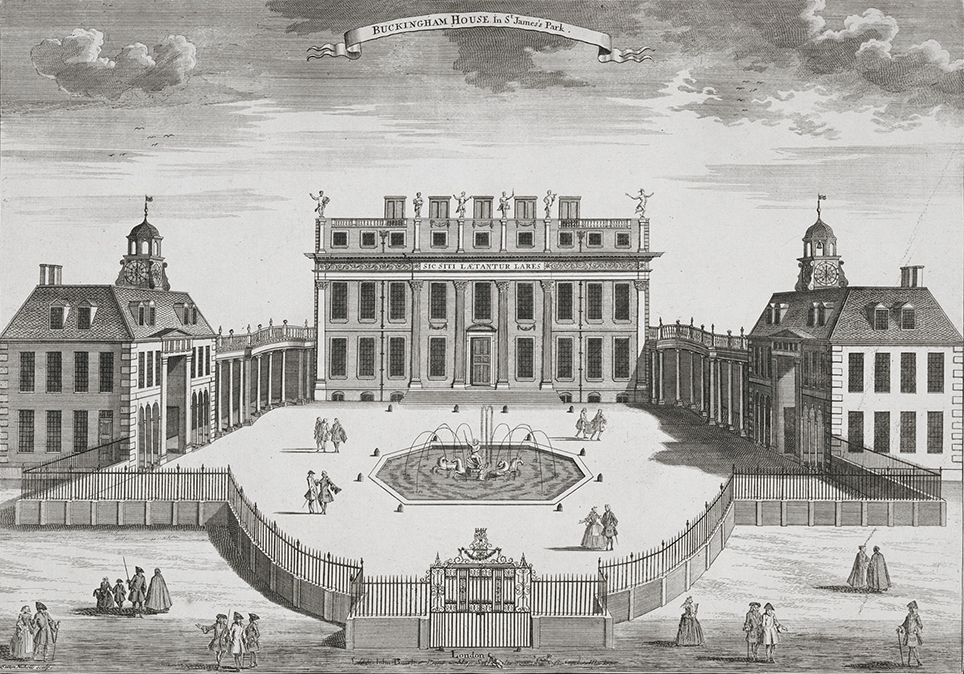
Buckingham House nel 1710

Il primo edificio di cui si abbia notizia costruito sul sito era quello di sir William Blake, eretto attorno al 1624. Questo venne acquisito da Lord Goring, che dal 1633 iniziò a espandere la costruzione originaria che divenne nota come Goring House. La casa passò successivamente a Henry Bennet, I conte di Arlington nel 1640 e questi l'abitò sino a quando non bruciò in un rovinoso incendio nel 1674. A seguito di questo evento venne costruita quella che divenne nota come Arlington House sull'attuale lato sud del palazzo attuale, dall'anno successivo. Nel 1698, John Sheffield acquistò la proprietà che prese da lui il nome quando venne creato duca di Buckingham e Normanby nel 1703. Buckingham House venne costruita per John Sheffield nel 1703 su disegno di William Winde. Lo stile scelto fu quello di un grande blocco centrale a tre piani, con due ali di servizio più piccole ai fianchi. Nel 1762, Buckingham House venne venduta dal figlio illegittimo del duca, sir Charles Sheffield, nel 1761 a re Giorgio III per 21 000 sterline unendo la proprietà anche il giardino dei gelsi che formalmente apparteneva ancora alla famiglia reale sin dalla sua istituzione. La nuova residenza venne destinata a residenza privata per la famiglia reale, in particolare per la regina Carlotta, consorte di Giorgio III, piuttosto che al ruolo di palazzo reale ufficiale, che rimase a St James's Palace.
Ancora oggi, infatti, gli ambasciatori stranieri sono accreditati alla Corte di St James, anche se è al Palazzo di Buckingham che presentano al re le loro credenziali.

### La Queen's House (1761–1837)
Sotto la nuova proprietà reale, la costruzione divenne nota col nome di The Queen's House dal momento che divenne la residenza privata e abituale della regina Carlotta. A partire dal 1762 la struttura venne completamente rimodernata. Nel 1775, un Act of Parliament ne assegnò la proprietà esclusiva alla regina Carlotta, in cambio della rinuncia ai suoi diritti sulla vicina Somerset House, e 14 dei suoi 15 figli nacquero qui. Mobilio venne trasferito da Carlton House mentre altri vennero acquistati in Francia dopo la Rivoluzione francese del 1789. Mentre St James's Palace rimase la residenza ufficiale e cerimoniale dei sovrani britannici, "Buckingham House" venne sempre più utilizzata come residenza effettiva da tutta la famiglia reale a partire dal 1791.

### Da residenza a palazzo
La regina Carlotta morì nel 1818 e poco dopo, nel 1820, morì anche suo marito, Giorgio III. Dopo la sua ascesa al trono, il figlio della coppia, Giorgio IV continuò i lavori di restauro della casa con l'intento di renderla più confortevole alle sue esigenze. A ogni modo, nel 1826, mentre i lavori erano ancora in corso d'opera, il re decise di trasformare la casa in un vero e proprio palazzo, affidandone il progetto a John Nash.
Il palazzo che venne edificato era composto attorno a un grande cortile d'onore di forma quadrata, con la struttura dell'antica Buckingham House al centro. La facciata del nuovo edificio venne costruita in pietra di Bath, con squisiti dettagli in stile neoclassico francese. Questo palazzo è molto simile a quello odierno, ma senza la grande ala est di fronte al Mall, che ora chiude il quadrilatero.
Dove adesso sorge l'ala est, tra le due ali esterne, vi era invece un arco trionfale in marmo, modellato sullo stile dell'Arco di Costantino a Roma. Quest'arco, per la cui costruzione erano state spese 34 450 sterline, serviva da entrata di rappresentanza. Secondo l'intenzione di Giorgio IV, avrebbe dovuto avere alla sua sommità una statua equestre in bronzo che lo rappresentasse, ma alla sua morte la statua non era ancora stata terminata e quando il Parlamento, seppure riluttante, dovette saldare il conto, decise di trasferirla a Trafalgar Square.
Gli interni del palazzo avrebbero dovuto essere, da progetto, di uno splendore incomparabile. Sir Charles Long raccomandò al re di far eseguire decorazioni interne in scagliola a colori vivaci, in lapislazzuli blu e rosa, e di far decorare il soffitto con pannelli in gesso scolpiti.
I costi dei lavori lievitarono drammaticamente e nel 1829 Nash dovette bloccare i lavori. Alla morte di Giorgio IV nel 1830, suo fratello minore Guglielmo IV convocò Edward Blore a terminare l'opera; questi era un architetto meno idealista di Nash ma più dotato nella gestione degli affari e soprattutto nel contenimento dei costi: pertanto conservò ciò che Nash aveva completato e terminò il palazzo in uno stile simile, sebbene più uniforme e meno bizzarro. Le stanze di rappresentanza e di semi-rappresentanza furono completate sotto il regno di Guglielmo IV, uomo di gusti più semplici e di sua moglie, la regina Adelaide. Guglielmo a ogni modo non si trasferì mai ufficialmente a palazzo. Dopo che il Palazzo di Westminster venne distrutto da un incendio nel 1834, si offrì di convertire Buckingham Palace a nuova sede del parlamento inglese, ma l'offerta venne rifiutata.
Alla morte di Guglielmo IV, i crescenti costi del palazzo non ancora terminato creavano un notevole sgomento al Parlamento e alla stampa dell'epoca. Il costo finale della ricostruzione di Buckingham Palace fu di 719 000 sterline.
È interessante notare che quando il palazzo del Parlamento venne distrutto da un incendio, nel 1834, il re offrì l'allora incompleto palazzo come sede del governo, un'offerta che suggerisce come egli fosse meno interessato al palazzo rispetto a suo fratello. Il Parlamento però declinò l'offerta e il palazzo venne ricostruito.
Molte delle stanze di rappresentanza più piccole vennero arredate in quest'epoca, nello stile della Chinoiserie, e molti mobili, suppellettili e caminetti furono fatti trasportare dal Padiglione Reale di Brighton e da Carlton House, i palazzi di Giorgio IV, dopo la morte di quest'ultimo.

### La regina Vittoria

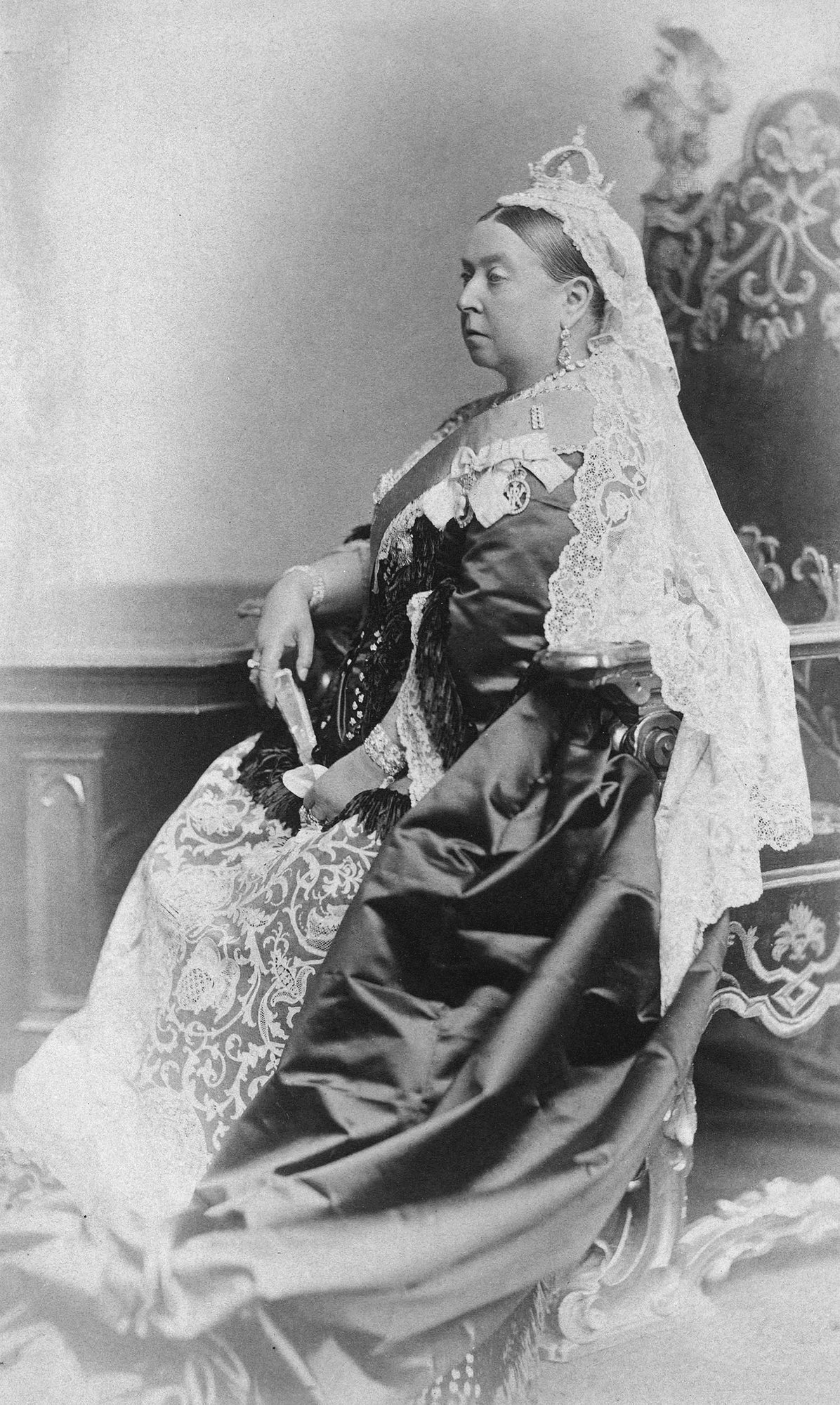
La regina Vittoria fu la prima sovrana a risiedere a Buckingham Palace

Nel 1837, con l'ascesa al trono della regina Vittoria, il Palazzo di Buckingham divenne la residenza reale ufficiale della regina; fu la prima ad abitarvi stabilmente dal momento che il suo predecessore, Guglielmo IV, era morto prima del completamento del palazzo. Vittoria notò da subito che le stanze di rappresentanza erano una festa di oro e di colori, mentre per contro le altre stanze erano molto meno lussuose e poco si addicevano a quello che ora era divenuto un vero e proprio palazzo reale. I caminetti facevano così tanto fumo che occorreva lasciar spento il fuoco e la corte tremava per il freddo nella stagione invernale. La ventilazione delle stanze era insufficiente e vi era sempre cattivo odore. Quando venne deciso di installare delle lampade a gas ci si preoccupò per l'eccessivo accumulo di gas ai piani inferiori. Le cronache del tempo riferiscono inoltre che il personale di servizio era negligente e pigro e che il palazzo appariva generalmente piuttosto sporco. Dopo il matrimonio della regina con il principe Alberto nel 1840, quest'ultimo si preoccupò di riorganizzare il personale di servizio e di correggere gli errori di costruzione riscontrati nella struttura. Nel 1840 finalmente tutto venne sistemato e i costruttori poterono lasciare il palazzo.
La grande ala est verso il Mall (che oggi costituisce la 'facciata pubblica' del palazzo) venne costruita dopo il matrimonio della regina Vittoria. Nel 1847, però, la coppia iniziò a pensare che il palazzo appariva ancora troppo piccolo per le esigenze della famiglia reale che stava crescendo e per la vita di corte. Venne così fatta costruire una nuova ala che chiudeva il quadrilatero al centro del palazzo, su progetto dello stesso architetto che già aveva lavorato per Guglielmo IV, Edward Blore, il quale a sua volta incaricò dell'esecuzione dei lavori Thomas Cubitt. Su questa nuova ala si trova il balcone da cui si affaccia la famiglia reale nelle occasioni importanti. Anche la sala da ballo e altre stanze di rappresentanza vennero costruite in questo periodo, su disegno di Sir James Pennethorne, un allievo di Nash. Prima della morte del principe Alberto la regina Vittoria amava molto la musica e il ballo, e grandi musicisti dell'epoca vennero più volte invitati a suonare al Palazzo di Buckingham. Tra questi si ricordano Felix Mendelssohn e Johann Strauss jr con la sua orchestra, che nel 1849 compose la Alice Polka in onore della principessa Alice. Durante questo periodo Buckingham Palace divenne spesso lo scenario di balli sontuosi, di cerimonie reali, di investiture e di rappresentazioni teatrali. La regina Vittoria decise di spostare l'arco che costituiva un tempo l'entrata di rappresentanza al palazzo nella sua posizione attuale vicino allo Speakers' Corner di Hyde Park.
Dopo la morte del principe Alberto nel 1861, la regina Vittoria si ritirò quasi completamente dalla vita pubblica, abbandonando Buckingham Palace e preferendo vivere al castello di Windsor, al Castello di Balmoral e a Osborne House. Il palazzo reale conobbe un periodo di declino, venendo usato sempre più raramente. Malgrado la regina sia stata in seguito costretta a tornare a vivere a Londra per una questione d'immagine nei confronti dell'opinione pubblica, le cerimonie di corte continuarono a svolgersi al castello di Windsor, presiedute da una malinconica regina vestita rigorosamente sempre a lutto.

### Le ristrutturazioni a inizio Novecento

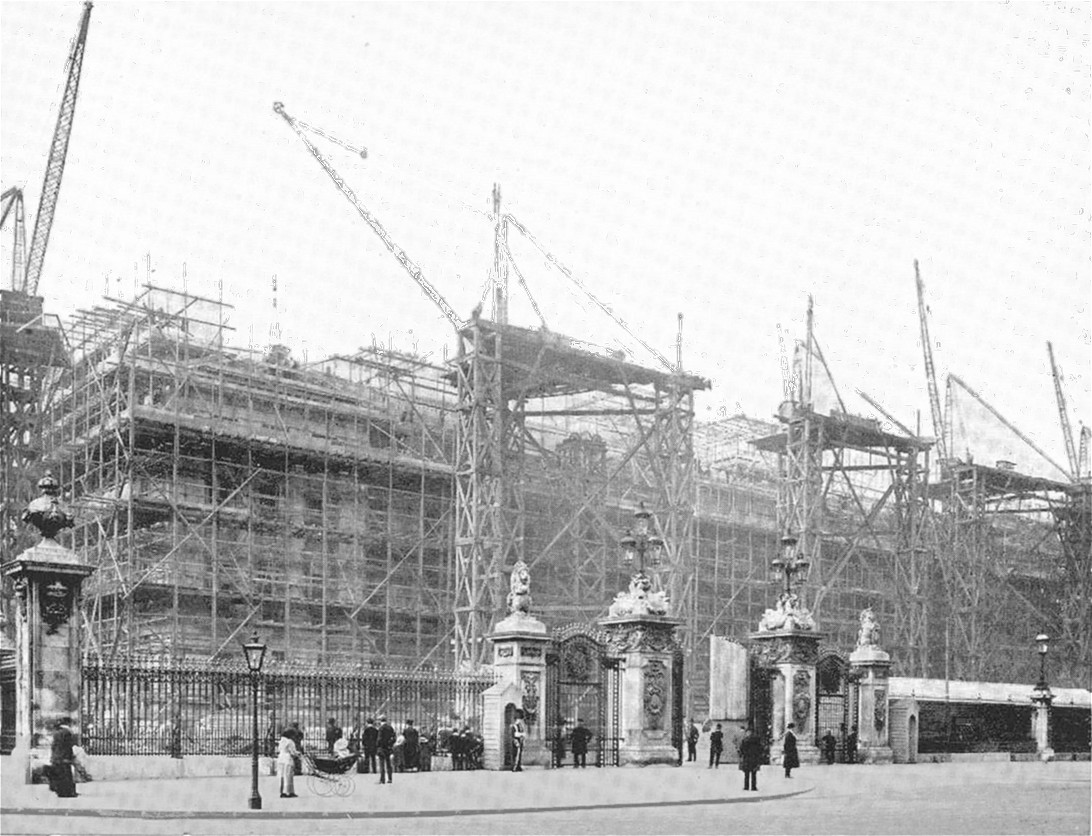
Lavori di rimodellamento della facciata est di Buckingham Palace, iniziati nel 1913

Nel 1901, con l'ascesa al trono di Edoardo VII, il palazzo ritornò a nuova vita. Il nuovo re e sua moglie, la regina Alessandra, avevano frequentato a lungo l'alta società di Londra, e i loro amici, conosciuti come la società di Marlborough House, venivano considerati come le persone più importanti ed eleganti dell'epoca. Buckingham Palace — la Sala da ballo, il Grande ingresso, la Sala di marmo, lo scalone, i vestiboli e le gallerie ridecorati nello stile Belle Époque color crema e oro che hanno ancora oggi, divennero nuovamente il punto focale dell'Impero britannico e lo scenario di intrattenimenti su scala grandiosa. Molte persone pensavano che la pesante nuova decorazione fatta fare da re Edoardo mal si accordasse con il lavoro originale di Nash. Tuttavia, è stata conservata per cento anni.
Gli ultimi lavori di costruzione del palazzo vennero attuati durante il regno di Giorgio V quando, nel 1916, Sir Aston Webb ridisegnò la facciata est per renderla simile in parte a quella disegnata da Giacomo Leoni per il Lyme Park dello Cheshire. La nuova facciata, in pietra di Portland, doveva costituire lo sfondo del Victoria Memorial, una grande statua che rappresentava la regina Vittoria, posta fuori dai cancelli principali.

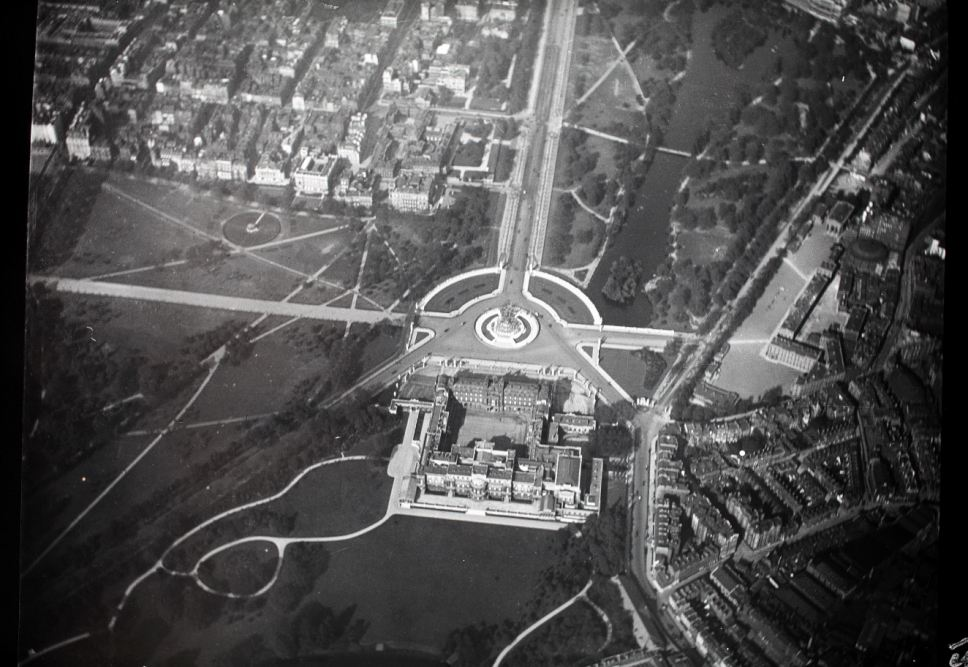
Vista a volo d'uccello del palazzo e dei giardini

Giorgio V, che era succeduto a Edoardo VII nel 1910, aveva una personalità più riflessiva rispetto al padre, che si rispecchiò nella vita di palazzo: venne posta maggiore enfasi sui ricevimenti ufficiali e sui doveri reali invece che sulle feste e sul divertimento. La moglie di Giorgio V, la regina Maria, era un'intenditrice d'arte e si interessò alla reale collezione di arredamenti in parte facendola restaurare e in parte ampliandola. Maria fece installare nuovi impianti e inserire complementi d'arredo, come i due camini in stile Impero di Benjamin Vulliamy datati 1810, nella Sala dell'Inchino a pianterreno, l'enorme stanza bassa al centro della facciata che dà sul giardino. La regina Maria fece inoltre decorare la Sala Blu. Questa stanza, lunga 21 m, precedentemente conosciuta come la Sala Sud, ha uno dei soffitti più belli di Nash, a cassettoni rivestiti di enormi pannelli dorati e viene definita dallo storico Olwen Hedley nel suo libro Buckingham Palace come la più bella del palazzo, più maestosa e superba perfino della sala del trono o del salone da ballo, costruito per subentrare alla funzione originale della Sala Blu.

### Le due guerre mondiali

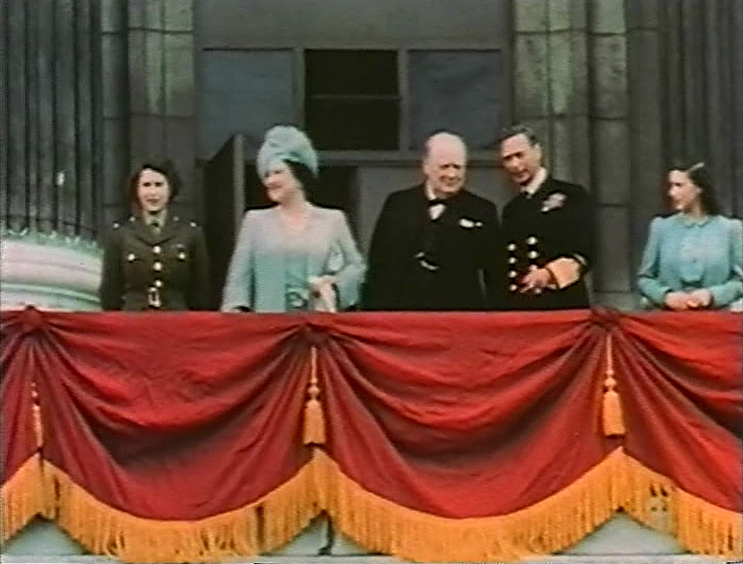
La famiglia reale e Winston Churchill il giorno della vittoria nel 1945 dal balcone di Buckingham Palace

Durante la prima guerra mondiale il palazzo, all'epoca residenza di re Giorgio V e della regina Maria, ne uscì senza danni. I suoi contenuti più preziosi vennero evacuati a Windsor ma la famiglia reale restò al suo posto. Il più grosso cambiamento dell'epoca alla vita di corte fu che il governo persuase il re a chiudere a chiave, pubblicamente e con ostentazione, le cantine e ad astenersi dal consumo di alcolici per tutta la durata della guerra per dare il buon esempio alle classi più basse che si supponevano inebriate. Le classi povere continuarono a bere e il re venne lasciato furioso per l'astinenza forzata. Edoardo VIII disse in seguito a un biografo che suo padre si concesse un furtivo bicchiere di porto ogni sera, mentre la regina correggeva di nascosto la macedonia con lo champagne. I figli del re vennero fotografati in questo periodo mentre servivano tè agli ufficiali feriti nell'adiacente Royal Mews.
Durante la seconda guerra mondiale le cose andarono peggio: il palazzo venne bombardato non meno di sette volte, e fu un obiettivo deliberato, dato che i nazisti ritenevano che la distruzione di Buckingham Palace avrebbe demoralizzato la nazione. Una bomba cadde nel quadrilatero del palazzo mentre re Giorgio VI e la regina Elisabetta erano nella residenza, ma anche se molte finestre esplosero, non si registrarono danni gravi. Il bombardamento più grave e pubblicizzato fu la distruzione della cappella del palazzo nel 1940, un evento trasmesso nei cinema di tutta Inghilterra per mostrare la sofferenza comune di ricchi e poveri. Il re e la regina vennero filmati mentre ispezionavano la loro casa bombardata, la regina sorridente con cappotto e cappello bianchi abbinati. Fu in quest'occasione che la regina esclamò: "Sono contenta che siamo stati bombardati. Ora posso guardare in faccia l'East End". Come riportò doverosamente il The Sunday Graphic:
Il 15 settembre 1940 un pilota della RAF, Ray Holmes, centrò un aereo tedesco che stava cercando di bombardare il palazzo. Holmes aveva terminato le munizioni e prese rapidamente la decisione di speronarlo. Entrambi gli aerei si schiantarono al suolo ma i piloti sopravvissero. L'incidente venne filmato. Il motore dell'aereo inglese venne successivamente esibito al Museo Imperiale di Guerra a Londra. Dopo la guerra il pilota britannico venne nominato Messaggero del re. Morì nel 2005 all'età di 90 anni.
A Eleanor Roosevelt venne accordato lo status di capo di Stato in visita, durante il suo soggiorno nel corso della seconda guerra mondiale. La stampa britannica del tempo di guerra, ansiosa di mostrare i monarchi che condividevano le ristrettezze dei loro sudditi, annunciò che siccome i contenuti del palazzo erano stati evacuati in campagna per la durata della guerra, la signora Roosevelt, in quanto ospite onorevole, venne "accomodata" nell'unica camera confortevole rimasta, quella della regina Elisabetta. È comunque possibile che questa storia sia apocrifa: si sa oggi che per la durata della seconda guerra mondiale la famiglia reale spese molte notti dormendo nel Castello di Windsor per motivi di sicurezza. È improbabile che avrebbero lasciato la signora Roosevelt da sola in un palazzo vuoto, in balia delle incursioni notturne.
Nel giorno della vittoria (8 maggio 1945), il palazzo fu al centro dei festeggiamenti britannici, con il re, la regina, la principessa (e futura regina) Elisabetta e la principessa Margaret che apparvero sulla balconata, con alle spalle le finestre del palazzo oscurate, a raccogliere i saluti di una vasta folla raccoltasi sul Mall.

### Dal dopoguerra ai giorni nostri

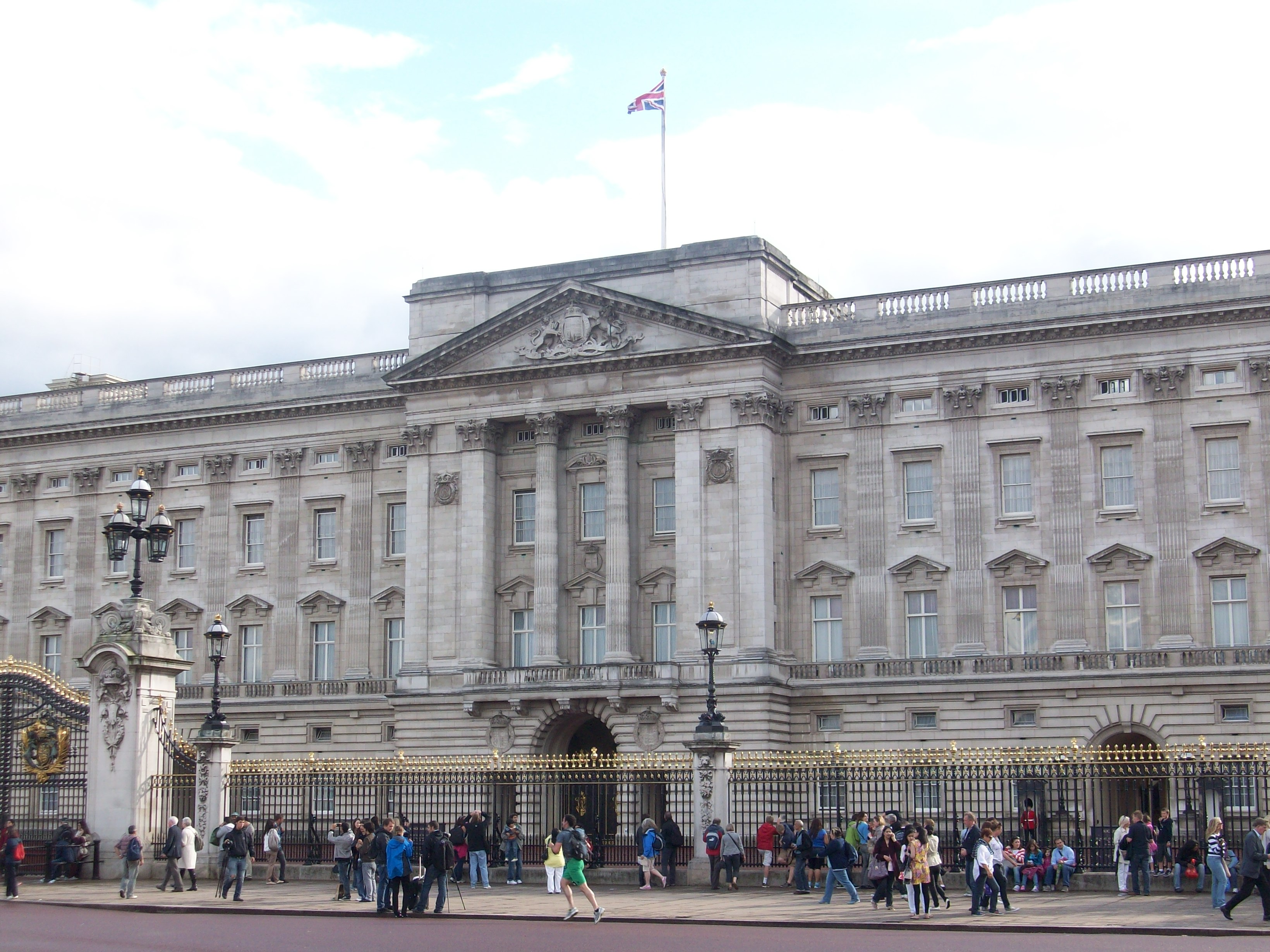
La facciata di Buckingham Palace nel luglio 2012

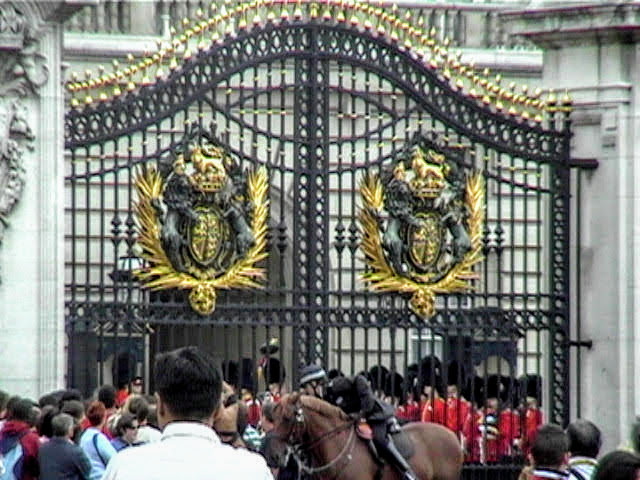
Buckingham Palace, particolare del cancello

Un altro cambiamento alla struttura venne apportato nel 1938, quando il padiglione di nord-ovest, disegnato da Nash, venne trasformato in piscina.
Nel 1999 fu dichiarato che il palazzo conteneva 775 stanze, tra cui 19 stanze di rappresentanza, 52 camere da letto principali, 188 camere per la servitù, 92 uffici e 78 bagni. In totale misura 108 metri per 120 metri ed è alto 24 metri.
Se tutto ciò può sembrare enorme, è piccolo se paragonato al palazzo dello Zar a San Pietroburgo, a Carskoe Selo, al Palazzo Apostolico in Vaticano e al Palazzo del Quirinale a Roma, al Palazzo reale di Madrid o al Louvre, e minuscolo se paragonato alla Città Proibita di Pechino o a Palazzo del Potala. La relativa piccolezza del palazzo può essere meglio apprezzata dall'interno, quando si guarda il cortile.
Oggi il palazzo non è solo la residenza del re Carlo III e la sua moglie la regina Camilla, ma anche la residenza londinese del duca di York e del duca e della duchessa di Edimburgo, i fratelli e la cognata del re. Il palazzo ospita inoltre l'ufficio della monarchia e le sue funzioni associate. In confronto ad altri palazzi reali e castelli britannici, Buckingham Palace è relativamente nuovo, eppure le parole "Buckingham Palace" sono giunte a simboleggiare la monarchia britannica. Alla fine di entrambe le guerre mondiali, vaste folle si radunarono spontaneamente al palazzo, così come avvenne alla fine della seconda guerra boera.
Una folla stimata in un milione di persone si riunì a Londra, molti davanti al palazzo, per vedere la regina in occasione del suo giubileo d'oro del giugno 2002. Al concerto del giubileo d'oro il chitarrista Brian May - già dei Queen - eseguì God Save the Queen dal tetto di Buckingham Palace.
Il 4 giugno 2012 i giardini interni hanno ospitato il cosiddetto Picnic a palazzo per diverse migliaia di persone, le quali, avendo vinto i biglietti, hanno potuto anche assistere al grande concerto (svoltosi la sera stessa davanti al palazzo), organizzato nell'ambito delle celebrazioni del giubileo di diamante della regina Elisabetta II, in occasione del suo 60º anno di regno. Durante il concerto Renée Fleming e Alfie Boe hanno cantato insieme dal balcone destro del palazzo, mentre la band Madness ha suonato e cantato dal tetto, mentre venivano proiettate diverse immagini sulla facciata del palazzo. Alla fine del concerto dal tetto del palazzo sono stati lanciati diversi fuochi d'artificio.
Dopo la morte della regina Elisabetta II nel settembre 2022, molti mazzi di fiori furono lasciati dal pubblico prossimi ai cancelli del palazzo.

## Architettura
Il palazzo si sviluppa su un'area di 77 000 metri quadri. Misura 108 metri per 120 ed è alto 24 metri. Contiene 775 stanze tra le quali 19 stanze di rappresentanza, 52 camere da letto principali, 188 camere per la servitù, 92 uffici e 78 bagni.

### Interno

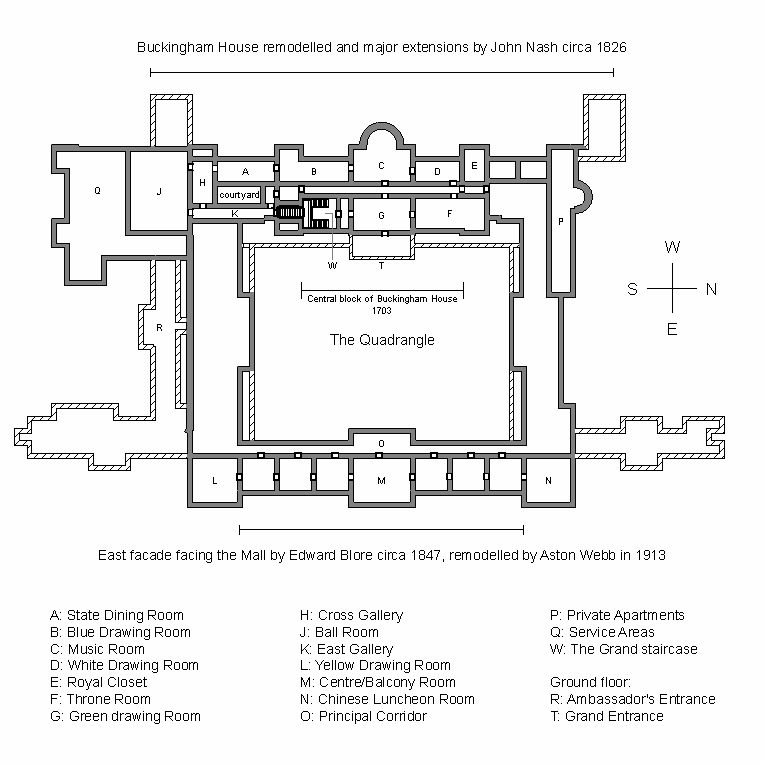
Piano nobile del Palazzo di Buckingham.
A: Sala da pranzo di Stato;
B: Sala blu;
C: Sala da musica;
D: Sala bianca;
E: Gabinetto reale;
F: Sala del trono;
G: Sala verde;
H: Corridoio;
J: Sala da ballo;
K: Galleria est;
L: Sala gialla;
M: Sala centrale/sala del balcone;
N: Sala da pranzo cinese;
O: Corridoio principale;
P: Appartamenti privati del sovrano e del consorte;
Q: Stanze di servizio;
W: Scalone d'onore.
A pianterreno:
R: Entrata degli ambasciatori;
T: Entrata principale.
Le aree chiare rappresentano aree minori del palazzo

L'appartamento di Stato, vale a dire la serie di stanze di rappresentanza usate per cerimonie e feste, trova posto al primo piano (piano nobile) dell'ala ovest del palazzo, verso i giardini reali. Attraversata l'ala est si raggiunge il cortile, superato il quale si accede al palazzo stesso entrando proprio nell'ala ovest. L'ingresso coincide con un grande vestibolo, a destra vi è una sala d'attesa, a sinistra lo scalone e in fondo una galleria trasversale che attraversa il corpo centrale portando a destra alla scala dei ministri. Accedendo al piano nobile tramite lo scalone a rampe invertite si accede a una piccola sala della guardia dove trova posto una statua in marmo bianco del principe Alberto in costume romano, collocato in una tribuna con arazzi. Di seguito alla sala della guardia vi è la sala verde, in origine il salotto privato della duchessa di Buckingham, così chiamata per via della seta verde che riveste le pareti. Essa è impiegata come grande anticamera: in fondo vi e l'accesso alla sala del trono, a sinistra quello alla galleria dei dipinti. La sala del trono è forse il salone più iconico di tutto il palazzo. Le pareti sono tappezzate di damasco rosso, il soffitto è decorato con stucchi bianchi e dorati, il pavimento è un preziosissimo parquet coperto però da un tappeto, anch'esso rosso. In fondo aldilà di un'arcata dissimulata da due vittorie alate che sorreggono un medaglione col monogramma della regina Vittoria e del marito il principe Alberto, su di un basso piedistallo, sotto un baldacchino cremisi vi sono i due troni, uno per il sovrano e uno per il suo consorte. Questa stanza era in origine impiegata per le udienze e per cerimonie, oggi solo per alcuni ricevimenti e a volte per i servizi fotografici della famiglia reale. La galleria dei dipinti è rivestita di seta rosa, ha un soffitto a botte provvisto di lucernario e lungo i suoi 50 metri ospita, tra le altre, opere di Rembrandt, van Dyck, Rubens e Vermeer. Qui sbuca la scala dei ministri di cui prima. Su questa galleria si affacciano, oltre alla sala verde, la sala del trono e altri tre saloni che danno sul giardino reale. Al centro vi è la sala da musica, dotata di un'abside finestrata e decorata con stucchi bianchi e dorati e colonne in scagliola blu. Qui si tengono piccoli concerti e i battesimi dei reali. A sinistra si accede alla sala blu, a destra a quella bianca. La sala blu era in origine come la sala del trono tappezzata di damasco rosso. Successivamente esso venne rimpiazzato con il corrente rivestimento a sfondo azzurro. Il soffitto, ideato da John Nash è in stucco bianco e dorato. Le colonne di onice che decorano la sala sono anch’esse, in realtà, in scagliola. In origine questa sala era impiegata come sala da ballo. Il Salotto Bianco è rivestito da pannelli lignei bianchi e oro e i mobili sono rivestiti di seta gialla. Viene utilizzato per piccoli ricevimenti. Dissimulata dietro una specchiera mobile vi è una porta che conduce attraverso altre stanze agli appartamenti del sovrano. In questo modo il monarca può accedere direttamente alle stanze di Stato senza dover fare tutto il giro attorno al cortile d'onore. Oltre la sala blu c'è la sala da pranzo di Stato. L'estetica è molto simile a quella della sala del trono, dominano il cremisi delle tappezzerie e il bianco e l'oro degli stucchi. Qui si tengono cene di gala con pochi invitati, al massimo una quarantina. Ultimo salone dell'appartamento di Stato è la sala da ballo fatta costruire dalla regina Vittoria. La regina infatti trovando che la sala blu fosse troppo piccola per ospitare tutti gli ospiti dei gala di corte comandò la costruzione di un ampliamento del palazzo in modo da ottenere un nuovo salone per le feste danzanti. Oggi questa stanza è impiegata per cerimonie e banchetti con centinaia di invitati. Misura 36 metri di lunghezza per 18 di larghezza e 13,5 di altezza, è completamente rivestita di pannelli lignei bianchi e oro. Come la maggior parte degli ambienti di rappresentanza del palazzo, la sala era in origine decorata in stile neorinascimentale, a colori vivaci, secondo i disegni dello storico Ludwig Gruner. Sfortunatamente la decorazione originale è andata perduta a causa dei rifacimenti dei primi del ‘900 per volere di Edoardo VII, che voleva un palazzo più "alla moda" ispirato allo stile francese. La sala da ballo presenta due troni e in origine numerosi divani che, su più livelli, come fossero delle tribune da stadio, correvano lungo le pareti lunghe della sala. Queste sedute venivano in origine impiegate dagli ospiti per riposare tra un ballo e l'altro, questo era l'uso che pure i reali facevano dei due troni presenti. Su una loggia trova posto l'orchestra è il grande organo. La sala da ballo è raggiungibile attraverso la galleria est direttamente dal pianerottolo dello scalone grazie a una rampa aggiuntiva costruita in quella direzione e dalla sala da pranzo di stato attraverso la galleria ovest. Dalla galleria est si accede pure a una seconda sala da ballo, più piccola.
Sempre al piano nobile nell'ala nord si trovano l'appartamento privato del sovrano (nord-ovest) e quello del principe consorte/regina (nord-est), molto meno sontuosi di quanto si possa credere. Si compongono entrambi di un soggiorno, di una camera da letto, di uno spogliatoio e del bagno. Il sovrano dispone pure di uno studio, l'abside sporgente dall'ala nord, e di una sala per le udienze. Nell'ala est si trovano altri due appartamenti. Uno è concesso solitamente agli ospiti, l'altro è occupato dalla principessa Anna quando si trova a Londra. L'intero secondo piano del palazzo è occupato dal guardaroba del sovrano.
Al piano terra oltre la galleria trasversale di cui prima si trova direttamente sotto la sala da musica la sala terrena (bow room), a volte impiegata per udienze, e altre stanze usate per scopi meno formali. Vi è anche una sala da consiglio e una cappella. Alcune delle sale sono intitolate e decorate in onore di particolari visitatori, come la Sala del 1844, che venne decorata in quell'anno per la visita di stato dello Zar Nicola I di Russia.
Tra il 1847 e il 1850, quando Blore stava costruendo l'ala est, il Padiglione Reale di Brighton non fu ancora una volta privato dei suoi arredi. Come risultato molte stanze della nuova ala hanno un'atmosfera orientale. La sala da pranzo in stile cinese rosso e blu ha arredi che una volta erano nelle stanze da musica e da banchetto del Padiglione Reale e un caminetto, anch'esso del Padiglione Reale, in stile più indiano che cinese. Il salotto giallo ha una tappezzeria del XVIII secolo che era stata ordinata nel 1817 per il salone del Padiglione Reale, e sulle nicchie del caminetto trovano posto un mandarino e un dragone alato. Al centro di quest'ala c'è il famoso balcone della Centre Room, un salone in stile cinese voluto dalla regina Maria negli anni venti, sebbene le porte laccate appartengano al Royal Pavilion di Brighton, da cui furono trasportate nel 1873. Una lunga galleria, con porte a specchio che riflettono pagode di porcellana e altri pezzi di arredamento derivanti sempre dal Padiglione Reale, conosciuta come il Corridoio principale, corre lungo tutto il piano nobile dell'ala est. Alla sua estremità sono situate la sala da pranzo cinese e la Sala Gialla, mentre al centro è ovviamente situata la Sala Centrale. I capi di Stato in visita al palazzo occupano oggi la Belgian suite al pianterreno dell'ala nord che si affaccia sul giardino. Si compone di un'anticamera, di una camera da letto e di uno spogliatoio, oltre al bagno. In queste stanze, progettate per lo zio del principe Alberto, Leopoldo I del Belgio, visse durante il suo breve regno Edoardo VIII.

### Esterni
Il giardino del palazzo si estende per 42 acri, 17 ettari, e ospita circa 30 specie differenti di uccelli e più di 350 tipologie di fiori selvaggi differenti, alcuni estremamente rari. Vi è anche un lago artificiale.

## Cerimoniale di corte

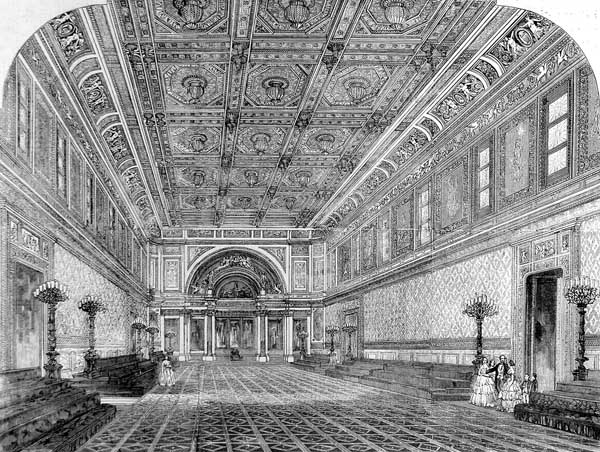
La Sala da ballo di Stato è la sala più grande di Buckingham Palace. Venne aggiunta dalla regina Vittoria ed è usata per le investiture e i pranzi di Stato.

Durante il regno di Elisabetta II il cerimoniale di corte ha subito un cambiamento radicale e non è più una prerogativa delle sole classi alte. L'abito formale di corte è stato abolito. Durante il periodo precedente, gli uomini dovevano indossare la divisa militare oppure pantaloni al ginocchio alla moda del XVIII secolo. Alla sera le donne dovevano indossare vestiti con lo strascico, e avere tra i capelli una tiara o delle piume (o entrambe). Il codice di abbigliamento del palazzo era molto rigido. Dopo la prima guerra mondiale, la regina Maria, che desiderava seguire la moda sollevando le gonne di qualche centimetro da terra, domandò a una sua dama di compagnia di accorciare la sua gonna e di presentarsi al re, così da vedere quale sarebbe stata la sua reazione. Re Giorgio trovò la cosa raccapricciante, e gli orli delle gonne rimasero bassi a dispetto della moda. Giorgio VI e la regina consorte Elisabetta seguirono un po' di più la moda e permisero che venissero indossati abiti da giorno con gonne leggermente più corte.
Nel 1924 il primo ministro del Partito Laburista Ramsay MacDonald fu il primo uomo a essere ricevuto a palazzo indossando un abito maschile da giorno; tuttavia questa concessione rimase un caso isolato, e gli abiti da sera prescritti rimasero obbligatori fino alla seconda guerra mondiale. Oggi molti uomini invitati a palazzo scelgono di indossare uniformi di servizio o soprabiti, e alla sera, a seconda della formalità dell'evento, smoking o frac. Quando è richiesto il frac, le donne indossano una tiara, anche se il codice di abbigliamento ufficialmente non è più in vigore. Uno dei cambiamenti maggiori avvenne nel 1958, quando la regina Elisabetta II abolì le feste delle debuttanti. Tali feste, in cui le ragazze di famiglia aristocratica venivano presentate al re, si svolgevano nella sala del trono. Le debuttanti dovevano indossare l'abito di corte e avere piume di struzzo tra i capelli. Esse entravano nella sala del trono, facevano la riverenza, camminavano coreograficamente all'indietro, quindi facevano un'altra riverenza mentre tenevano in mano lo strascico della lunghezza prescritta. La regina, pensando che tale cerimonia fosse antiquata ed elitaria, sostituì la presentazione con delle feste nei giardini del palazzo, a cui partecipavano persone appartenenti a diverse classi sociali. Si dice che la principessa Margaret abbia così commentato queste feste delle debuttanti:
(Thomas Blankey, You look awfully like the Queen: Wit and Wisdom from the House of Windsor.)

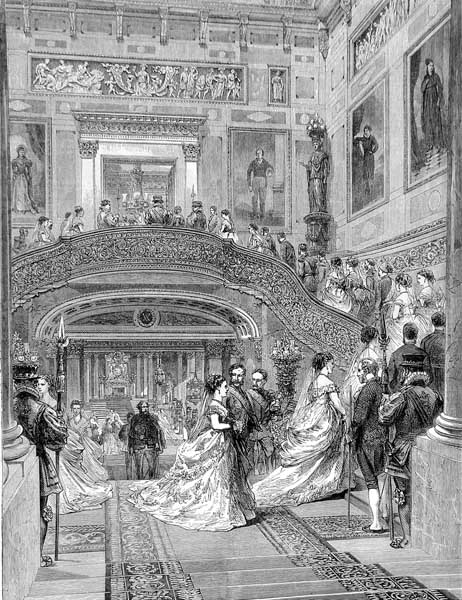
Disegno del 1870 che mostra gli ospiti che salgono lungo lo scalone principale

Oggi la sala del trono è usata per i ricevimenti del re il giorno del suo giubileo e per le fotografie dei matrimoni reali. Le investiture, che comprendono il conferimento del titolo di cavaliere, si tengono nella sala da ballo vittoriana, costruita nel 1854 e lunga 37 m per 20 metri, la più grande sala del palazzo, che ha rimpiazzato la sala del trono per uso e importanza. Durante le investiture il re non siede sul trono, ma sta in piedi sulla pedana sotto il baldacchino di velluto (shamiana) che venne usato per l'incoronazione a Delhi nel 1911. Mentre coloro che ricevono le onorificenze si accostano al re, circondati da amici e parenti, la banda militare suona dalla soprastante galleria dei musicisti. Tra i primi artisti a ricevere un'onorificenza a palazzo vi furono i Beatles.
I pranzi di Stato si svolgono nella Sala da ballo; queste cene formali si svolgono la prima sera di una visita di Stato di un Capo di Stato straniero. In queste occasioni, per un massimo di 170 persone il tavolo da pranzo viene rivestito con il Gran Servizio, una raccolta di piatti d'argento dorati realizzati nel 1811 per il principe di Galles, in seguito divenuto re Giorgio IV.
Il ricevimento più formale e più importante si svolge a novembre, in occasione del ricevimento dei membri dei corpi diplomatici stranieri presenti a Londra. In tale occasione la famiglia reale attraversa tutte le stanze di rappresentanza, formando una processione che parte dalla galleria dei quadri nell'ala nord. Tutte le porte a specchi sono aperte e riflettono i candelabri di cristallo, creando in questo modo un'illusione ottica che raddoppia lo spazio e la luce, come Nash aveva desiderato. Il ricevimento dei nuovi ambasciatori si svolge nella sala 1884. Qui il re riceve anche il consiglio privato di Stato e tiene piccoli pranzi. I banchetti invece si svolgono nella Sala da musica o nelle sale da pranzo di rappresentanza. In tutte le occasioni formali sono presenti le guardie del corpo reale e altri ufficiali di corte come il lord ciambellano. Da quando la cappella reale venne bombardata durante la seconda guerra mondiale, i battesimi reali si svolgono nella Sala da musica, in un fonte battesimale dorato. Qui è anche stato battezzato William, principe del Galles, mentre il principe Harry è stato battezzato nella cappella di San Giorgio a Windsor. Durante l'anno si svolgono anche feste in giardino a cui partecipano anche 9 000 invitati, alcuni dei quali sono poi invitati a prendere il tè con la regina nella sua tenda privata.

## Sicurezza

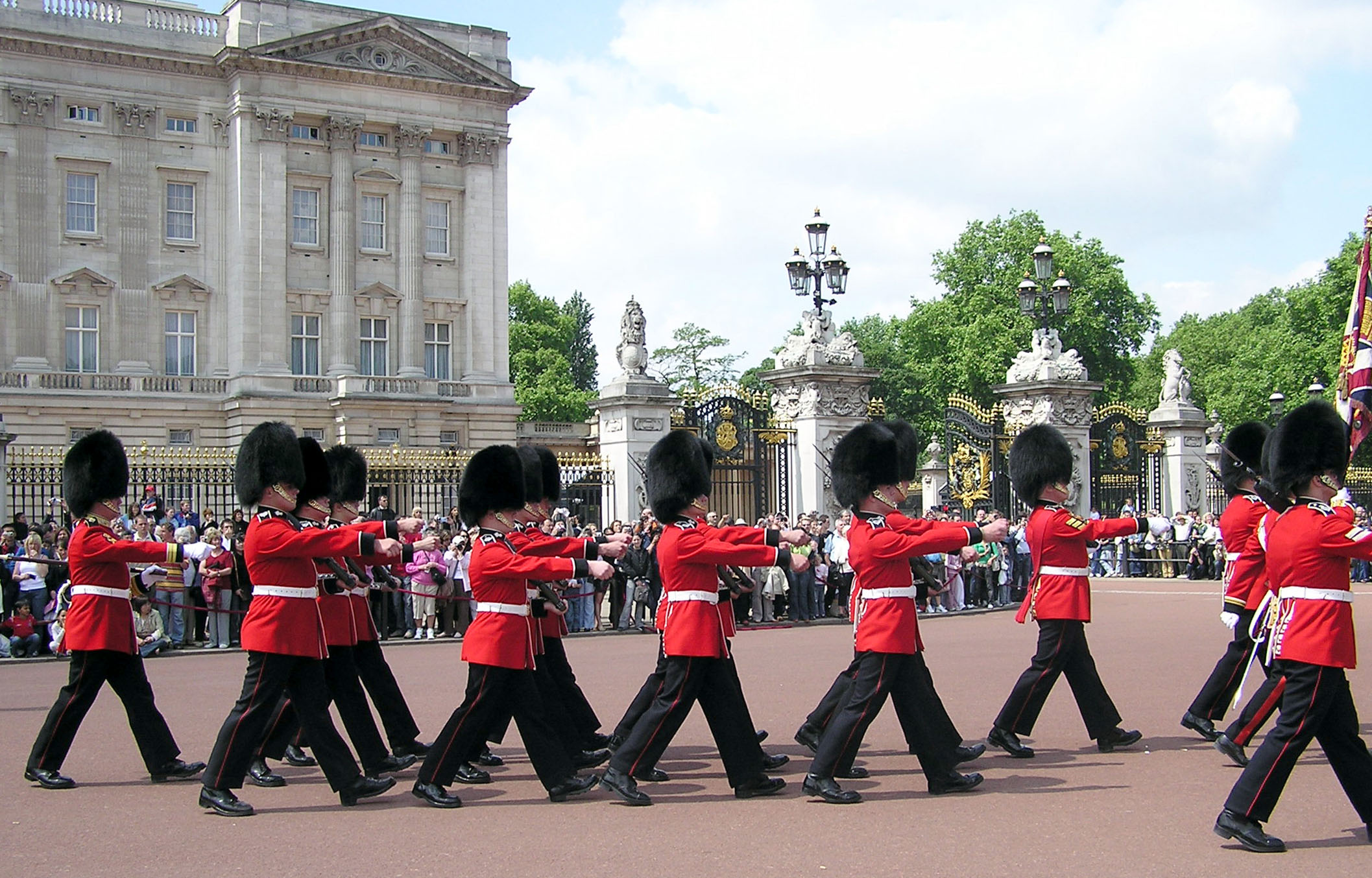
La cerimonia del cambio della guardia

Il palazzo è stato più volte oggetto di intrusioni. Come misura di sicurezza, non esistono mappe dettagliate moderne degli interni, e le sentinelle armate di fronte al palazzo non hanno solo scopi cerimoniali, ma anche di proteggerlo da eventuali intrusioni. Il palazzo ha un suo ufficio di Polizia e i membri della famiglia reale hanno delle guardie del corpo che cambiano ogni giorno. A circa 275 metri dal palazzo inoltre vi è la caserma delle guardie reali, e a circa un chilometro di distanza è situata la caserma delle unità di cavalleria e delle guardie di Hyde Park e di Chelsea. Durante la seconda guerra mondiale le camere della servitù furono trasformate in rifugio antiaereo; più recentemente è stato costruito un bunker contro la minaccia del terrorismo islamico. Si dice inoltre (ma non vi sono riscontri effettivi) che vi sia un passaggio segreto che collega il palazzo alla Victoria Line della metropolitana londinese per permettere l'evacuazione della famiglia reale in caso di attacco nucleare.
L'intrusione più celebre fu quella di Michael Fagan, che nel 1982 entrò nella camera da letto della regina mentre questa stava dormendo. Nel 2003 un giornalista del Daily Mirror, Ryan Parry, riuscì a lavorare per due mesi come cameriere nel palazzo dando referenze false.. L'incidente coincise con la visita nel Regno Unito da parte di George W. Bush, permettendo così di realizzare fotografie della camera da letto di Bush e della prima colazione della regina. Il Mirror venne citato in giudizio per lesione della privacy, dovette quindi consegnare il materiale e pagare una multa.
Altre infrazioni alla sicurezza avvennero fuori dal palazzo:
- Nel 1945 un paracadutista nudo atterrò sul tetto dell'edificio.
- Nel 1974 Ian Ball tentò di rapire la principessa Anna mentre stava tornando a palazzo, ferendo parecchie persone nel tentativo;
- Nel 1981 tre turisti tedeschi si accamparono nei giardini del palazzo dopo aver scalato il muro di cinta, credendo di essere a Hyde Park; stessa cosa fu fatta dai manifestanti anti-nucleare nel 1993.
- Nel 1995 uno studente, John Gillard, riuscì a scardinare uno dei cancelli, pesante una tonnellata e mezza.
- Nel 1997 un ricoverato che soffriva di disturbi mentali fu trovato mentre passeggiava nel palazzo, il che provocò una revisione delle misure di sicurezza.
- Più di recente, nel 2004, un dimostrante per i diritti dei padri single, travestito da Batman, si arrampicò fino a una sporgenza vicino al balcone, mentre un secondo dimostrante, travestito da Robin, dava la scalata al palazzo; nello stesso anno, a novembre, lo stesso dimostrante si incatenò a uno dei pilastri del cancello travestito da Babbo Natale.

Nella storia, però, altri avvenimenti hanno messo a repentaglio la sicurezza reale. Il più incredibile ma vero fu quando, nel 1837, un ragazzo di 12 anni riuscì a vivere per un anno all'interno del palazzo senza essere scoperto, nascondendosi nei caminetti. Theodore Bonnet trasse da questa storia un romanzo, The Mudlark (1949), da cui fu tratto un film con Irene Dunne, Alec Guinness e Anthony Steel, film dal nome: Un monello alla corte d'Inghilterra (1950). Degli otto tentativi di assassinio della regina Vittoria, almeno tre avvennero in vicinanza dei cancelli del palazzo. In altre epoche altre persone si sono introdotte abusivamente a palazzo, compreso un giovane che intendeva chiedere alla principessa Anne di sposarlo, e che venne dichiarato insano di mente. Tuttavia, dal momento che la regina è ufficialmente una figura che non riveste ruolo politico, le dimostrazioni di protesta e i cortei si dirigono di preferenza verso il palazzo di Westminster o verso Trafalgar Square, più che verso Buckingham Palace.
Alla Guardia che assicura la sicurezza del Palazzo si è ispirato per il nome il gruppo musicale californiano attivo negli anni sessanta The Palace Guard.
Il corpo di guardia è formato da più di 300 persone.

## Uso e accesso al pubblico

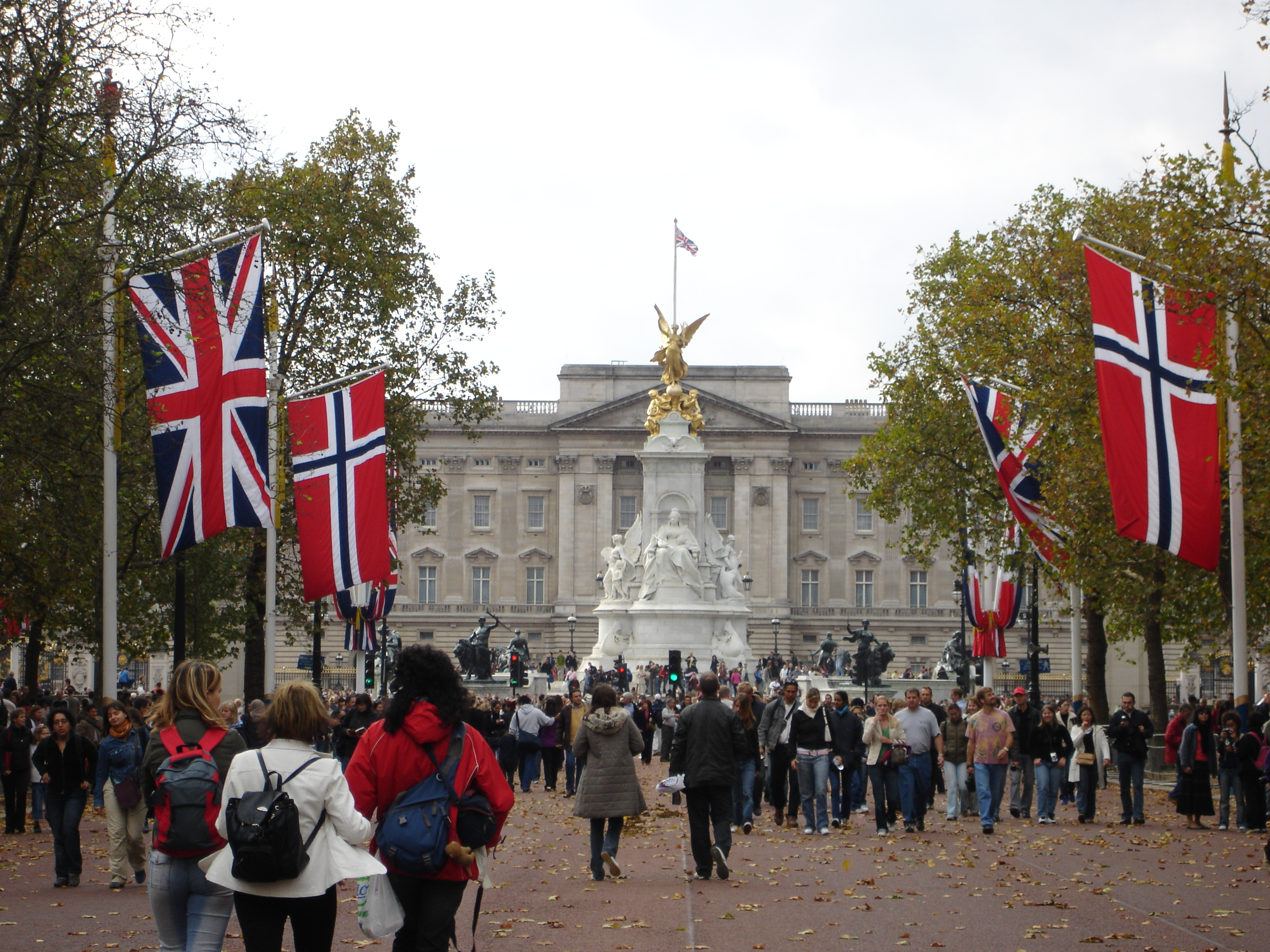
Vista del palazzo dal Mall con il Victoria Memorial durante la visita dei Reali di Norvegia

Oltre a essere la residenza del re Carlo III il palazzo offre lavoro a 450 addetti. Ogni anno circa 50 000 persone partecipano alle feste in giardino, ai ricevimenti, alle udienze e ai banchetti. A Buckingham Palace si svolge inoltre ogni giorno la cerimonia del cambio della guardia, una delle maggiori attrazioni turistiche. Nel giugno 2002, in occasione del giubileo d'oro della Regina, migliaia di inglesi vennero invitati a un concerto di musica pop e musica classica all'interno del palazzo. Questa è stata la prima occasione a cui ha potuto partecipare gente di tutte le estrazioni sociali; normalmente gli ospiti delle feste in giardino appartengono a posizioni sociali elevate o detengono cariche pubbliche. L'apertura, negli anni novanta, delle stanze di rappresentanza al pubblico durante il periodo estivo rappresentò un enorme cambiamento rispetto alla tradizione. Il denaro ricavato venne dapprima usato per la ricostruzione del castello di Windsor dopo l'incendio che aveva distrutto molte delle sue stanze di rappresentanza. Ogni anno, nei mesi di agosto e settembre, viene aperta al pubblico l'ala ovest del palazzo. Per far ciò vengono impiegate circa 200 persone, in maggioranza studenti. Contrariamente a quanto si crede, il palazzo non è di proprietà privata del Re: sia il castello di Windsor sia Buckingham Palace sono beni statali.

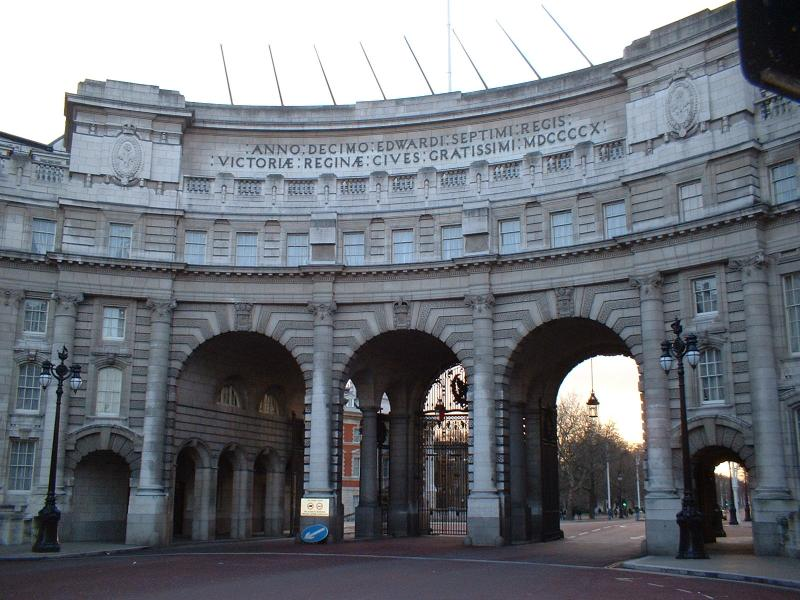
L'Admiralty Arch

L'Admiralty Arch, che separa il Mall da Trafalgar Square, venne disegnato da Sir Aston Webb e completato nel 1911 come parte del monumento commemorativo dedicato alla regina Vittoria, che comprendeva una grande statua scolpita da sir Thomas Brock posta di fronte alla facciata del palazzo. Oggi l'Admiralty Arch contiene appartamenti per i funzionari pubblici di alto rango ed è una sede distaccata del Governo del Regno Unito. Gli arredamenti preziosi, i dipinti, le suppellettili (molte delle quali dovute a Fabergé) di Buckingham Palace e del castello di Windsor rappresentano la Collezione Reale di proprietà dello Stato e possono essere visitati dal pubblico. La Queen's Gallery (sorta sulla precedente cappella reale, gravemente danneggiata dalle bombe durante la seconda guerra mondiale), che racchiude una selezione di oggetti appartenenti alla collezione, può essere visitata tutto l'anno. The Mall, la via di accesso di rappresentanza al palazzo, si estende dall'Admiralty Arch fino alla piazza antistante il palazzo. Viene usata per le parate in occasione delle visite dei capi di Stato e dalla famiglia reale in occasione dell'apertura annuale del Parlamento. Dietro al palazzo vi è un grande parco, il Buckingham Palace Gardens, il più grande giardino privato di Londra.

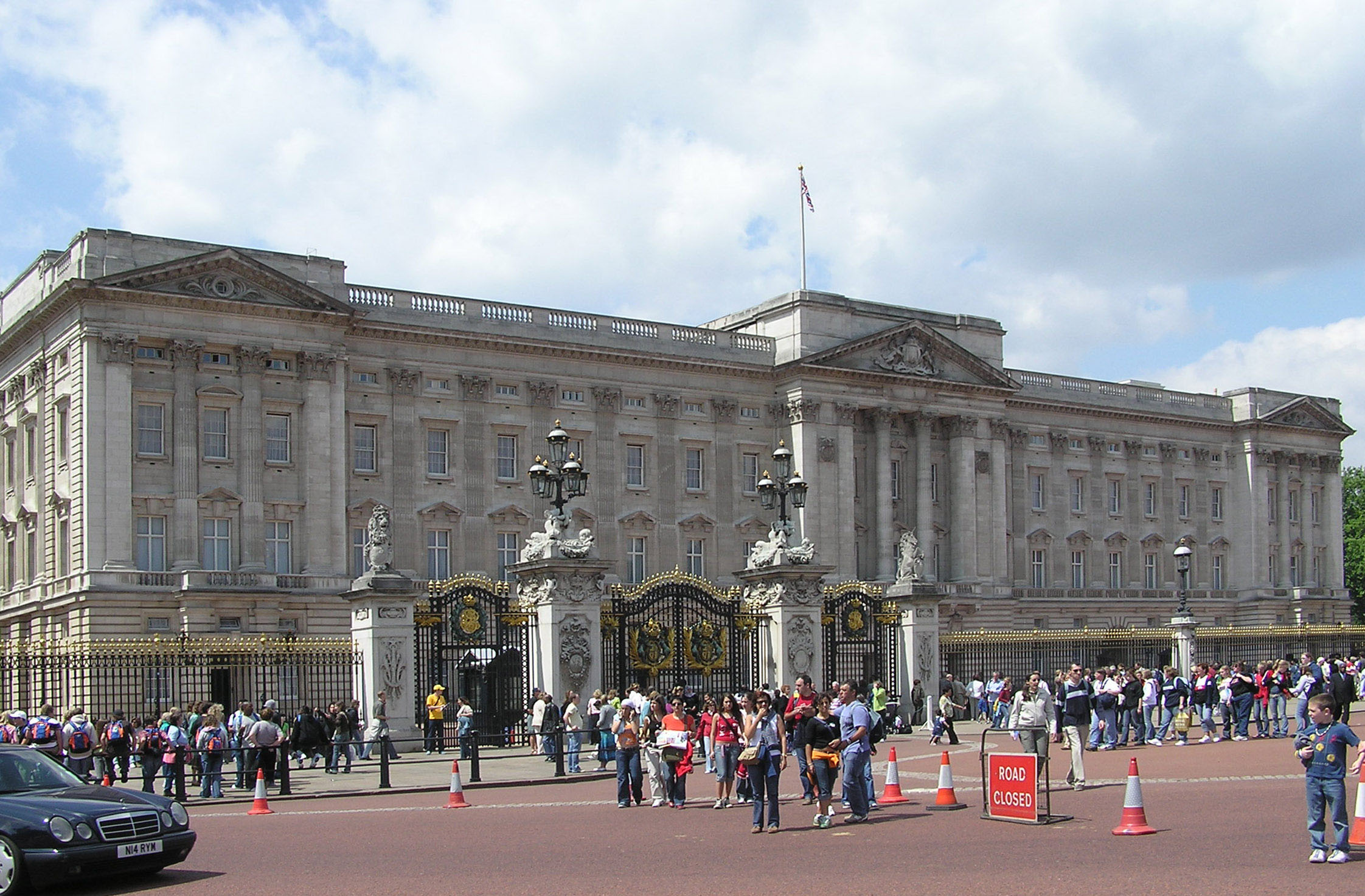
Buckingham Palace nel 2005

Il giardino, disegnato in origine da Capability Brown, venne ridisegnato all'epoca della ricostruzione del palazzo da William Townsend Ailton e John Nash. Il grande lago artificiale venne completato nel 1828 ed è alimentato dalle acque del Serpentine Lake di Hyde Park. Anche i giardini, come lo stesso palazzo, sono ricchi di opere d'arte. Una delle più celebri è il Waterloo Vase, una grande urna commissionata da Napoleone Bonaparte per festeggiare in anticipo la sua vittoria, che nel 1815 venne donata, incompiuta, a Giorgio IV da Ferdinando III, granduca di Toscana. Il re incaricò lo scultore Richard Westmacott di completarla, con l'intento di renderla il punto focale della nuova sala Waterloo del castello di Windsor. Dal momento però che l'urna pesava ben 15 tonnellate ed era alta quasi 5 metri, e che nessun pavimento avrebbe potuto sopportarne il peso, venne donata alla National Gallery, che la restituì ai sovrani nel 1906. Re Edoardo VII risolse il problema mettendo l'urna nei giardini, dove è tuttora. Nei giardini vi è anche una piccola residenza estiva, attribuita a William Kent, datata circa 1740. Adiacenti al palazzo sono le scuderie reali, anch'esse progettate da Nash, che ospitano le carrozze reali, tra cui il Gold State Coach, una carrozza dorata in stile rococò disegnata da sir William Chambers nel 1760, con pannelli dipinti da Giovanni Battista Cipriani. Questa carrozza venne usata per la prima volta per l'apertura ufficiale del Parlamento da parte di Giorgio III nel 1762 e viene ora usata dal re o dalla regina solo in occasione dell'incoronazione o del giubileo. Le scuderie reali ospitano anche i cavalli da tiro usati durante le sfilate cerimoniali che si tengono a Londra.

## Bandiere a palazzo

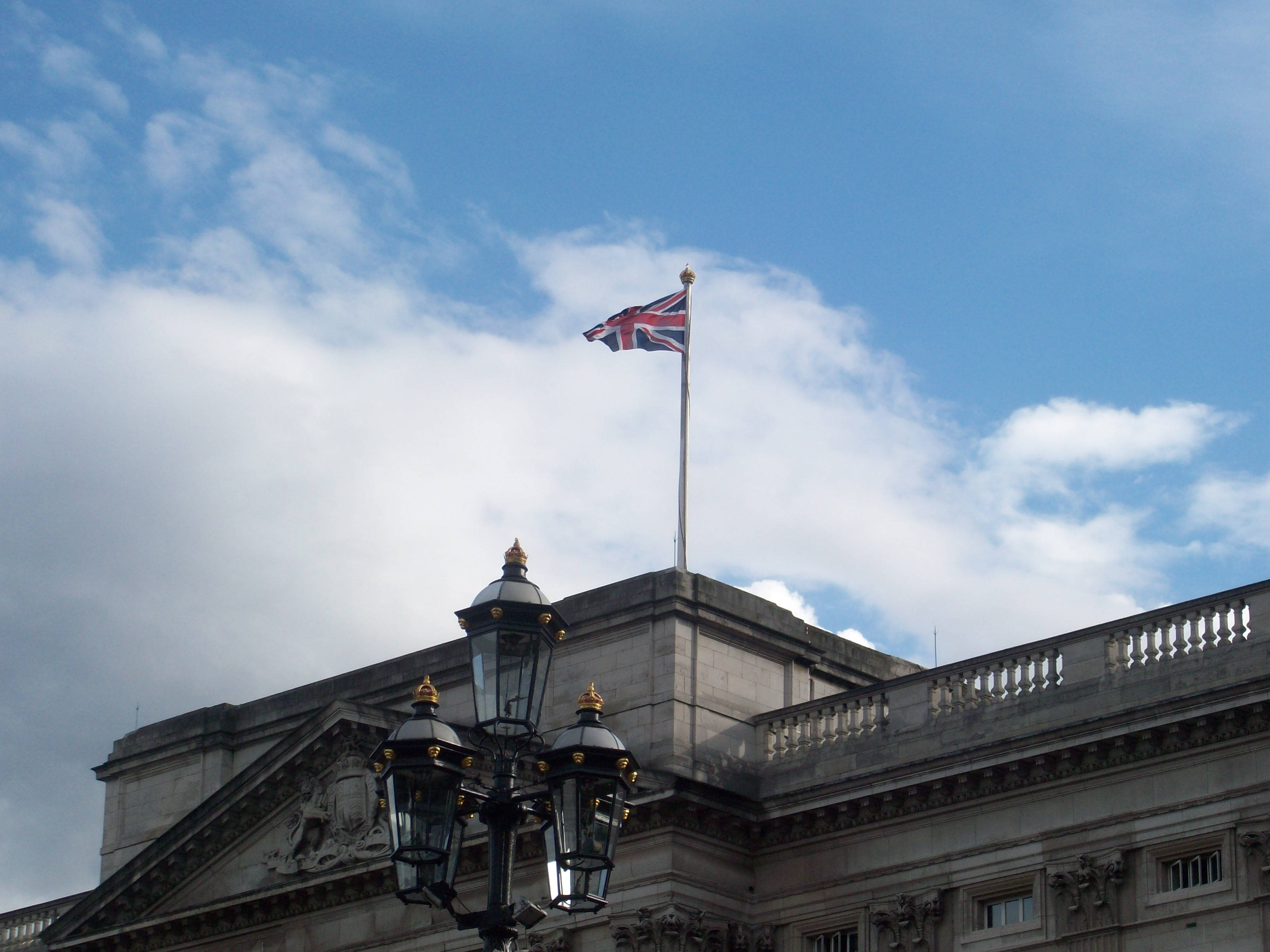
La Union Flag sventola sul pennone del palazzo

Il sergente della bandiera del re è il solo responsabile di tutte le bandiere che sventolano dai pennoni del Palazzo di Buckingham. Fino al 1997 l'unica a sventolare era il Royal Standard, lo stendardo ufficiale dei sovrani del Regno Unito, ed era innalzato sul pennone solo quando i reali erano a palazzo. Lo stendardo reale non viene mai issato a mezz'asta, nemmeno in caso di lutto: quando muore il sovrano esso rimane in alto sul pennone, pur accompagnato dalla bandiera del principe di Galles. Alla morte di re Giorgio VI la bandiera di accompagnamento issata sul pennone fu quella della regina madre, poiché la residenza ufficiale di Elisabetta era ancora Clarence House.
La tradizione cambiò nel 1997 in seguito alla morte della principessa Diana, quando la monarchia venne investita da molte polemiche per la mancata esposizione a mezz'asta della bandiera. Poiché la famiglia reale si trovava al Castello di Balmoral, come consuetudine lo stendardo reale non era esposto a Buckingham Palace, ma vista l'insistenza della gente la regina ruppe il protocollo ordinando di innalzare a mezz'asta la Union Flag fino al funerale della principessa. Da quel momento, quando il re è a palazzo viene issato lo stendardo reale, quando non è a palazzo viene issata la Union Flag, che può essere innalzata a mezz'asta in caso di lutto reale o nazionale. In una particolare occasione è stata issata sul pennone la bandiera dell'Unione europea o come nel caso del principe Filippo.

## Collezioni
Oltre che residenza ufficiale dei sovrani inglesi, Buckingham Palace è sede come gli altri palazzi reali di regnanti di una grande collezione di opere d'arte (nota come Royal Collection) conservata prevalentemente nelle sale del palazzo e nella Queen's Gallery. Tra le opere più significative vi sono:
- Romanino, Ritratto di giovane, 1515-1517 circa
- Sofonisba Anguissola, Infante Isabella Clara Eugenia e Caterina Michela, 1569-1570
- Richard Westmacott, Waterloo Vase, 1830